# Zwartnica

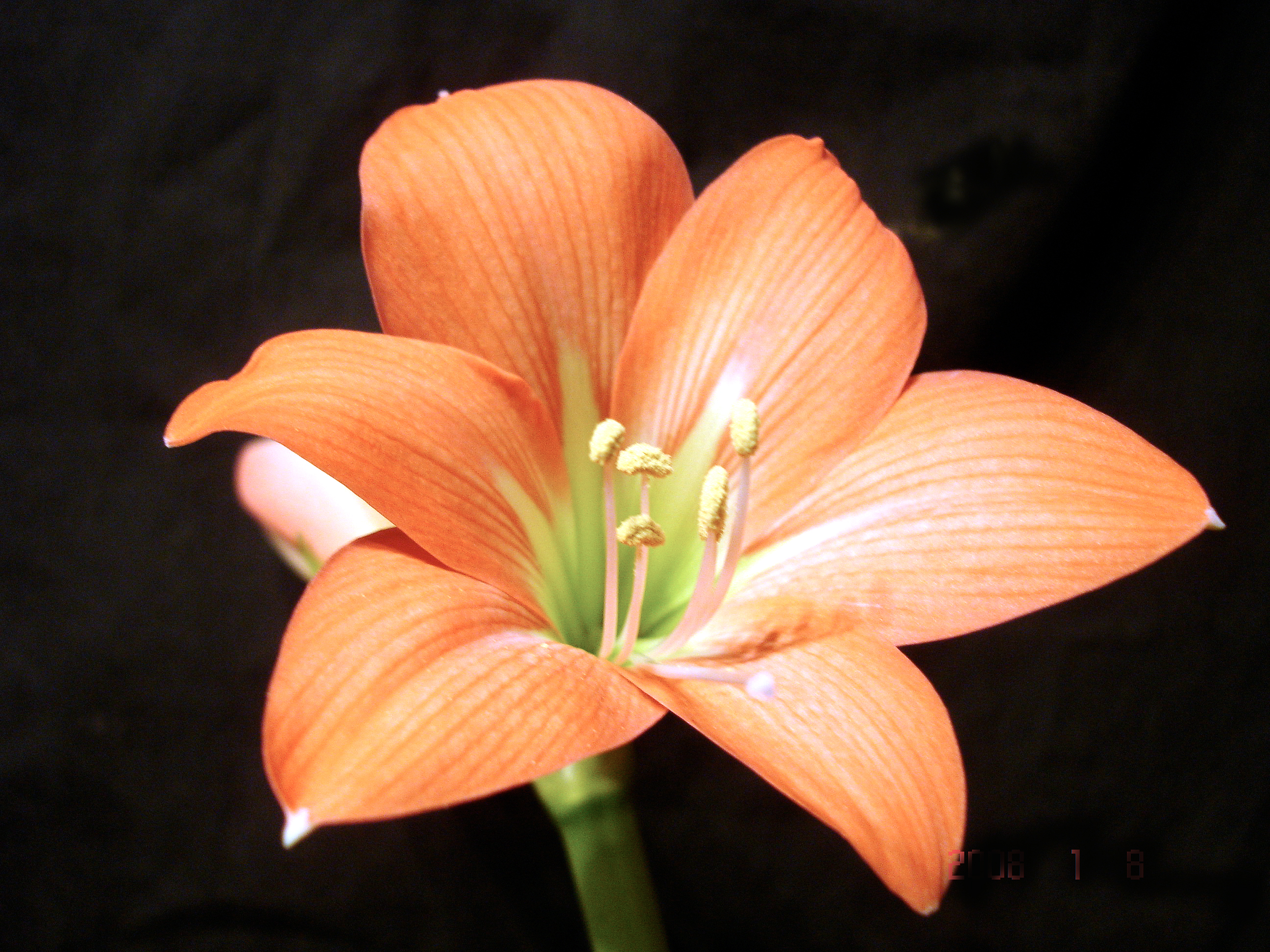
`Belladonna`

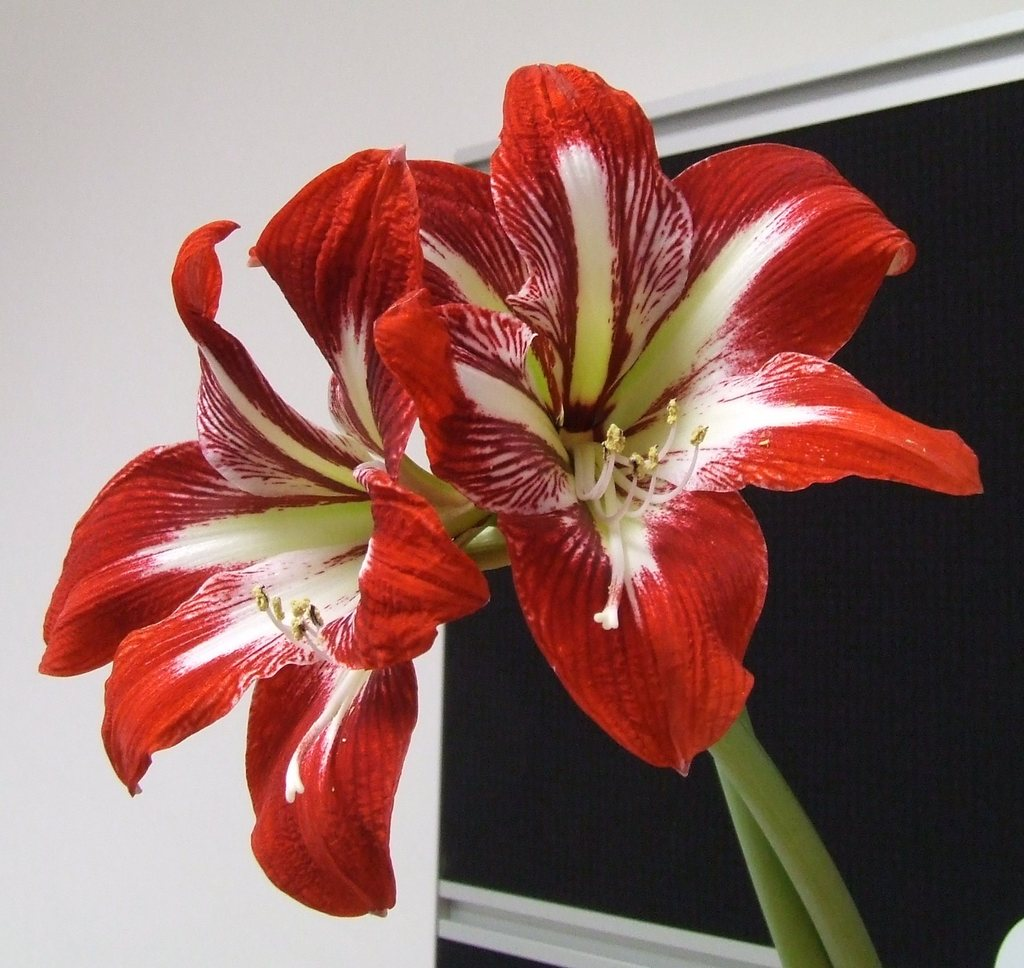
`Gilmar`

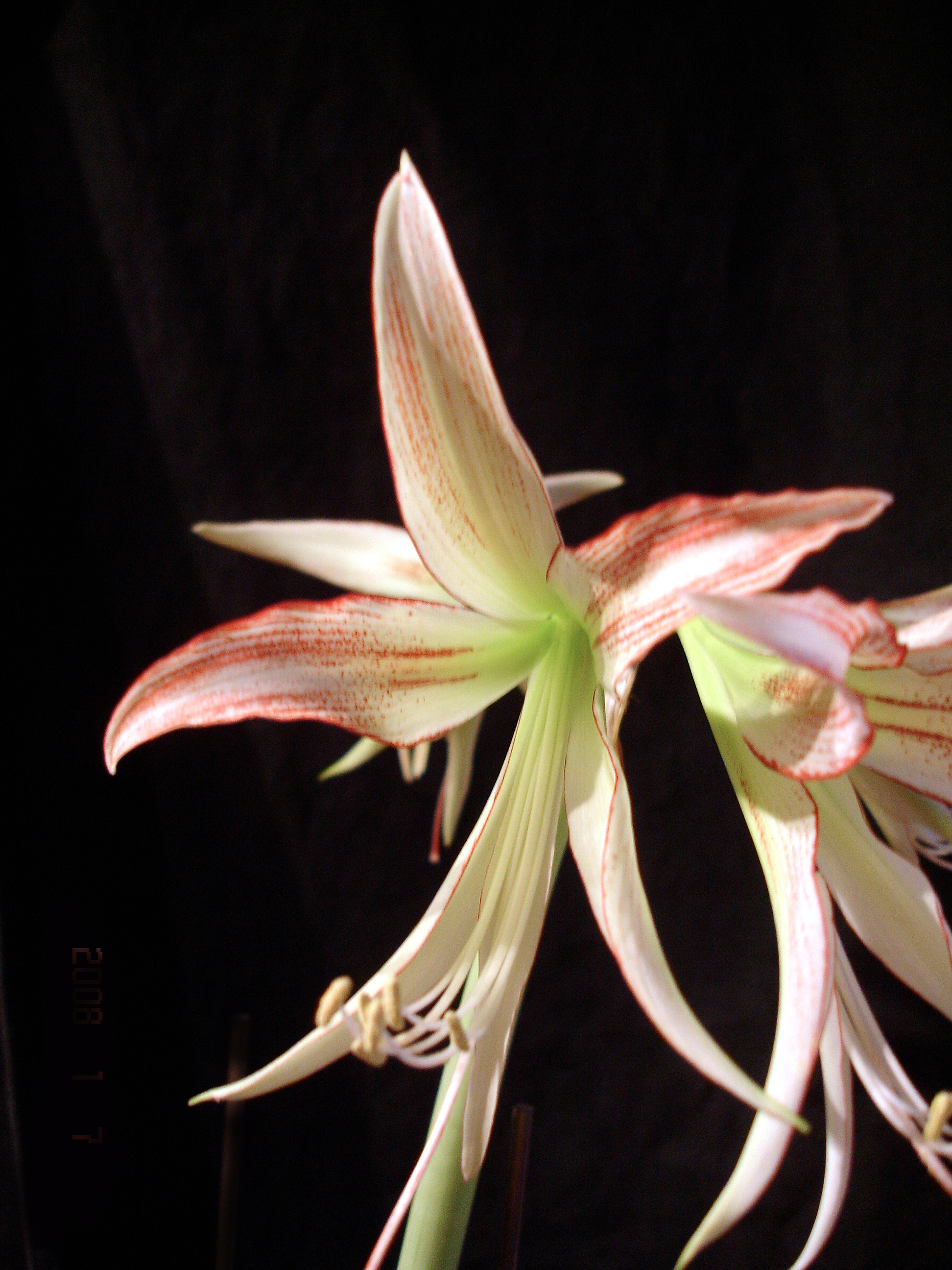
`Emerald`

Zwartnica (Hippeastrum Herb.) – rodzaj roślin z rodziny amarylkowatych. Istnieje około 80 gatunków rosnących w tropikalnym i subtropikalnym klimacie Ameryki Południowej – od Argentyny aż po Meksyk i Karaiby. 

## Morfologia
Rośliny cebulowe. Cebulki mają średnicę 5-12 cm i wytwarzają kilka zimozielonych liści. Łodyga jest prosta, pusta w środku, wysokości do 60 cm, dźwiga zwykle do czterech (wyjątkowo do 6) dużych kwiatów o średnicy do 30 cm, mających 6 dużych płatków. Kwiaty są na ogół koloru czerwonego, różowego, białego lub pomarańczowego i pojawiają się przed rozwojem liści. Niektóre mają kolorowe paski na płatkach. Zwartnice często mylone są z inną rośliną z rodziny amarylkowatych – amarylis (Amaryllis belladonna) rosnącą w Afryce Południowej. Najłatwiej rozróżnić je po liczbie kwiatów (zwartnica ma ich do 4, amarylis do 12) i łodydze pustej w środku (u zwartnicy), lub pełnej (u amarylis). Ponadto uprawiane w Polsce zwartnice kwitną wczesną wiosną, zaś amarylis późnym latem.

## Systematyka
Pozycja i podział według systemu APG II (2003) i APweb (2001...)
Rodzaj należy do rodziny amarylkowatych (Amaryllidaceae J. St.-Hil.), która wraz z grupę siostrzaną czosnkowatych Alliaceae tworzą grupę siostrzaną agapantowatych Agapanhaceae. Wszystkie trzy rodziny stanowią jedną z linii rozwojowych grupy określanej pomocniczo rangą rzędu jako szparagowce Asparagales w obrębie kladu jednoliściennych. 
Pozycja rodziny w systemie Reveala (1993-1999)
Gromada okrytonasienne (Magnoliophyta Cronquist), podgromada Magnoliophytina Frohne & U. Jensen ex Reveal, klasa jednoliścienne (Liliopsida Brongn.), podklasa liliowe (Liliidae J.H. Schaffn.), nadrząd Lilianae Takht., rząd amarylkowce (Amaryllidales Bromhead), rodzina amarylkowate (Amaryllidaceae J. St.-Hil.), podrodzina Hippeastroideae Herb. ex Sweet, plemię Hippeastreae Herb. ex Sweet, podplemię Hippeastrinae (Kunth) Walp. rodzaj zwartnica (Hippeastrum Herb.).
Wykaz gatunków
- Hippeastrum aglaiae (A.Cast.) Hunz. & A.A.Cocucci
- Hippeastrum amaru (Vargas) Meerow
- Hippeastrum andreanum Baker
- Hippeastrum angustifolium Pax
- Hippeastrum anzaldoi (Cárdenas) Van Scheepen
- Hippeastrum apertispathum (Traub) H.E.Moore
- Hippeastrum arboricola (Ravenna) Meerow
- Hippeastrum argentinum (Pax) Hunz.
- Hippeastrum aulicum (Ker Gawl.) Herb.
- Hippeastrum aviflorum (Ravenna) Dutilh
- Hippeastrum blossfeldiae (Traub & J.L.Doran) Van Scheepen
- Hippeastrum brasilianum (Traub & J.L.Doran) Dutilh
- Hippeastrum breviflorum Herb.
- Hippeastrum bukasovii (Vargas) Gereau & Brako
- Hippeastrum caiaponicum (Ravenna) Dutilh
- Hippeastrum calyptratum (Ker Gawl.) Herb.
- Hippeastrum canterai Arechav.
- Hippeastrum caupolicanense (Cárdenas) Van Scheepen
- Hippeastrum chionedyanthum (Cárdenas) Van Scheepen
- Hippeastrum cipoanum (Ravenna) Meerow
- Hippeastrum condemaitae (Vargas & E.Pérez) Meerow
- Hippeastrum correiense (Bury) Worsley
- Hippeastrum crociflorum Rusby
- Hippeastrum curitibanum (Ravenna) Dutilh
- Hippeastrum cuzcoense (Vargas) Gereau & Brako
- Hippeastrum cybister (Herb.) Benth. ex Baker
- Hippeastrum damazianum Beauverd
- Hippeastrum divijuliani (Cárdenas) Meerow
- Hippeastrum divijulianum (Cárdenas) Meerow
- Hippeastrum doraniae (Traub) Meerow
- Hippeastrum elegans (Spreng.) H.E.Moore
- Hippeastrum escobaruriae (Cárdenas) Van Scheepen
- Hippeastrum espiritense (Traub) H.E.Moore
- Hippeastrum evansiae (Traub & I.S.Nelson) H.E.Moore
- Hippeastrum ferreyrae (Traub) Gereau & Brako
- Hippeastrum forgetii Worsley
- Hippeastrum fragrantissimum (Cárdenas) Meerow
- Hippeastrum fuscum Kraenzl.
- Hippeastrum gayanum O. K.
- Hippeastrum gertianum (Ravenna) Dutilh
- Hippeastrum glaucescens (Mart. ex Schult. & Schult.f.) Herb.
- Hippeastrum goianum (Ravenna) Meerow
- Hippeastrum guarapuavicum (Ravenna) Van Scheepen
- Hippeastrum harrisonii (Lindl.) Hook.f.
- Hippeastrum hemographes (Ravenna) Dutilh
- Hippeastrum hugoi (Vargas) Gereau & Brako
- Hippeastrum igneum Munoz
- Hippeastrum iguazuanum (Ravenna) T.R.Dudley & M.Williams
- Hippeastrum incachacanum (Cárdenas) Van Scheepen
- Hippeastrum intiflorum (Vargas) Gereau & Brako
- Hippeastrum kromeri (Worsley) Meerow
- Hippeastrum lapacense (Cárdenas) Van Scheepen
- Hippeastrum leonardii (Vargas) Gereau & Brako
- Hippeastrum leopoldii T.Moore
- Hippeastrum leucobasis (Ravenna) Dutilh
- Hippeastrum macbridei (Vargas) Gereau & Brako
- Hippeastrum machupijchense (Vargas) D.R.Hunt
- Hippeastrum mandonii Baker
- Hippeastrum maracasum (Traub) H.E.Moore
- Hippeastrum marumbiense (Ravenna) Van Scheepen
- Hippeastrum minasgerais (Traub) Meerow
- Hippeastrum miniatum (Ruiz & Pav.) Herb.
- Hippeastrum mollevillquense (Cárdenas) Van Scheepen
- Hippeastrum monanthum (Ravenna) Meerow
- Hippeastrum morelianum Lem.
- Hippeastrum nelsonii (Cárdenas) Van Scheepen
- Hippeastrum oconequense (Traub) H.E.Moore
- Hippeastrum papilio (Ravenna) Van Scheepen
- Hippeastrum paquichanum (Cárdenas) Dutilh
- Hippeastrum paradisiacum (Ravenna) Meerow
- Hippeastrum paranaense (Traub) Meerow
- Hippeastrum pardinum (Hook.f.) Dombrain
- Hippeastrum parodii Hunz. & A.A.Cocucci
- Hippeastrum petiolatum Pax
- Hippeastrum pilcomaicum (Ravenna) Meerow
- Hippeastrum psittacinum (Ker Gawl.) Herb.
- Hippeastrum puniceum (Lam.) Voss
- Hippeastrum reginae (L.) Herb.
- Hippeastrum reticulatum (L'Hér.) Herb.
- Hippeastrum rubropictum (Ravenna) Meerow
- Hippeastrum santacatarina (Traub) Dutilh
- Hippeastrum scopulorum Baker
- Hippeastrum starkiorum (I.S.Nelson & Traub) Van Scheepen
- Hippeastrum striatum (Lam.) H.E.Moore
- Hippeastrum stylosum Herb.
- Hippeastrum teyucuarense (Ravenna) Van Scheepen
- Hippeastrum traubii (Moldenke) H.E.Moore
- Hippeastrum umabisanum (Cárdenas) Meerow
- Hippeastrum vanleestenii (Traub) H.E.Moore
- Hippeastrum variegatum (Vargas) Gereau & Brako
- Hippeastrum viridiflorum Rusby
- Hippeastrum vittatum (L'Hér.) Herb.
- Hippeastrum wilsoniae L.J.Doran & F.W.Mey.
- Hippeastrum yungacense (Cárdenas & I.S.Nelson) Meerow

## Zastosowanie
W Europie zwartnice są uprawiane jako rośliny ozdobne. W krajach o cieplejszym klimacie są uprawiane w gruncie, w Polsce tylko jako rośliny pokojowe. Odmiany uprawiane w Europie są z reguły mieszańcami. Mają one dużo większe kwiaty od dziko rosnących form typowych. Największą liczbę odmian wyhodowali Holendrzy. Przy użyciu specjalnych doniczek zwartnice mogą być uprawiane metodą hydroponiczną.

## Uprawa
Zwartnice muszą do okresu kwitnienia mieć dużo światła i temperaturę 20-23oC. Gdy rozwijają się pierwsze pąki kwiatowe roślinę przenosi się do chłodniejszego pomieszczenia, co pozwala na lepsze wybarwienie się kwiatów i dłuższe kwitnienie. Jako podłoże wystarczy zwykła ziemia kwiatowa, na dnie doniczki powinien być drenaż zapobiegający gniciu cebul. Początkowo po zasadzeniu cebuli roślinę podlewa się obficie, później umiarkowanie, a gdy pojawią się pędy kwiatostanowe, znów podlewa się obficiej. Przez okres wegetacji nawozi się co 3-4 tygodnie nawozem wieloskładnikowym. Po przekwitnięciu rośliny i zżółknięciu liści przechodzi ona okres spoczynku. Wówczas należy zaprzestać podlewania i przez 2-3 miesiące przetrzymywać doniczkę z suchą ziemią i cebulą w chłodnym i ciemnym miejscu. Rozmnaża się głównie przez cebule przybyszowe, które sadzi się pojedynczo do doniczek (wskazane jest zaprawienie ich środkiem grzybobójczym).
Zwartnice są atakowane przez choroby grzybowe i szkodniki – zwalcza się je jak u innych roślin pokojowych.